# Ewelina Szyszko
Ewelina Szyszko z domu Juchniewicz (ur. 1 maja 1918 w Uwarowiczach, zm. 2 grudnia 2001) – polska nauczycielka i działaczka społeczna, posłanka na Sejm PRL VI i VII kadencji. 

## Życiorys
Córka Józefa i Józefy. W 1939 ukończyła Pedagogium Państwowe przy Uniwersytecie Stefana Batorego w Wilnie. W czasie okupacji radzieckiej i niemieckiej pracowała jako nauczycielka w Lidzie. Po wyzwoleniu zatrudniona jako pedagog (m.in. w I Liceum Ogólnokształcącym we Włocławku oraz Szkole Podstawowej Ziemi Kujawskiej w Bądkowie), była też dyrektorem i wicedyrektorem szkół we Włocławku. Zasiadała w Miejskiej Radzie Narodowej we Włocławku oraz w Wojewódzkiej Radzie Narodowej w Bydgoszczy (jako wiceprzewodnicząca), później w analogicznej radzie we Włocławku. 
W 1963 wstąpiła do Stronnictwa Demokratycznego, była przewodniczącą Miejskiego i Powiatowego Komitetu we Włocławku, następnie stanęła na czele Wojewódzkiego Komitetu. Zasiadała w Centralnym Komitecie SD. Sprawowała mandat posłanki na Sejm PRL VI i VII kadencji (1972–1980).
Aktywna społecznie: była m.in. członkiem prezydium Wojewódzkiego Społecznego Komitetu Ochotniczej Rezerwy Milicji Obywatelskiej. Pełniła funkcję wiceprzewodniczącej Wojewódzkiego Komitetu Frontu Jedności Narodu. W latach 80. zasiadała z ramienia SD w Radzie Krajowej Patriotycznego Ruchu Odrodzenia Narodowego. 
Odznaczona m.in. Złotym i Srebrnym Krzyżem Zasługi, Krzyżem Oficerskim Orderu Odrodzenia Polski, Medalem 30-lecia Polski Ludowej, Medalem Komisji Edukacji Narodowej i Złotą Odznaką „Za Zasługi dla Województwa Włocławskiego”. 
Pochowana w Pińczacie.